# Gésa

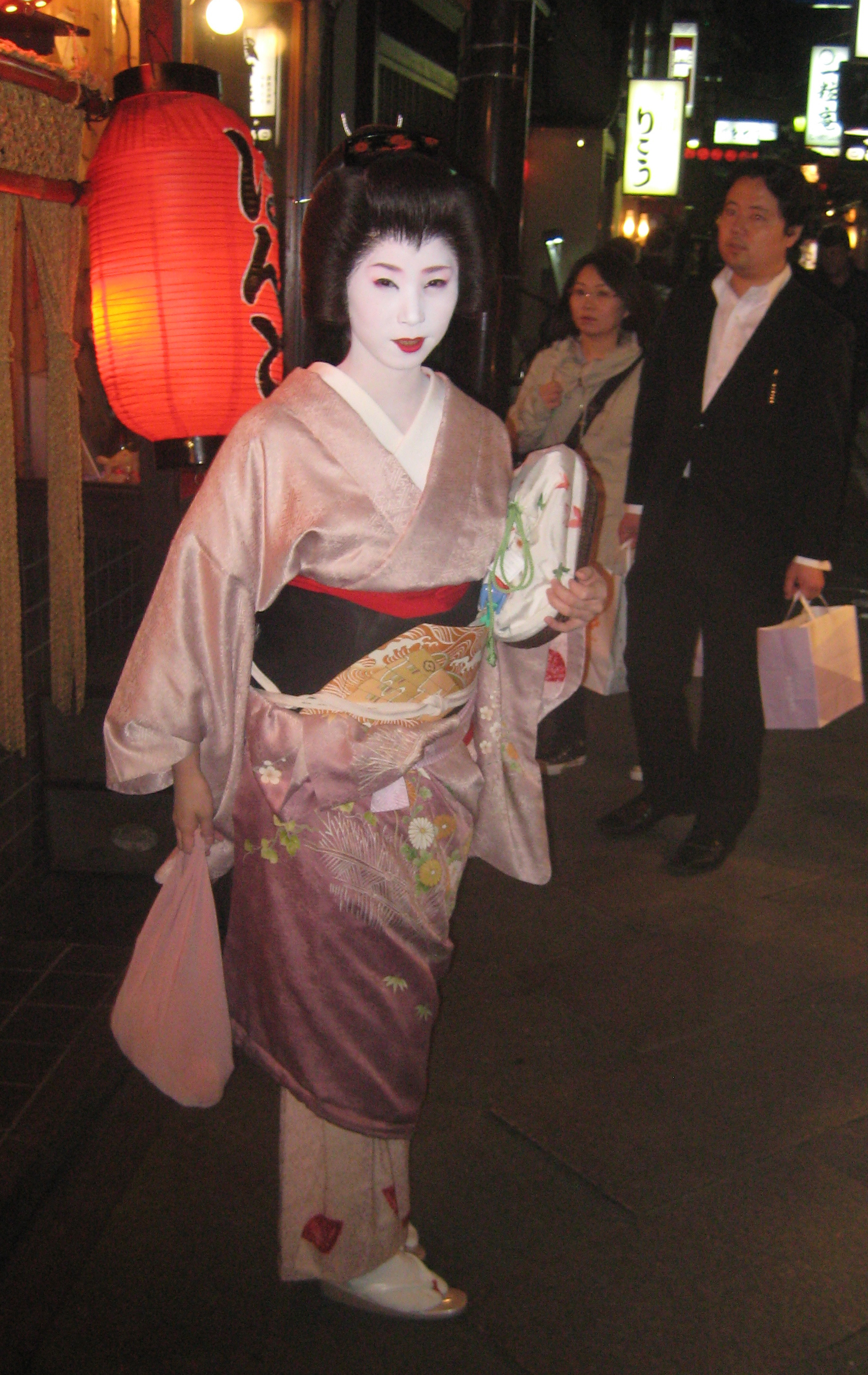
Egy kiotói gésa

A gésa (芸者), geiko (芸子) vagy geigi (芸妓) tradicionális japán szórakoztató művész, aki különböző japán művészetek előadásában jártas, mint például a klasszikus zene és tánc.
A gésák a 17. század kurtizánjaiból alakultak ki, tökéletességig fejlesztve a szórakoztatás művészetét. A fiatal nők kezdetben kényszerből, később kizárólag szabad akaratukból kerültek be a gésaközösségekbe, ahol hosszú tanulóéveket töltöttek azzal, hogy megfeleljenek a velük szemben támasztott követelményeknek. A 18. századra már törvények védték a gésákat, népszerűségük rohamosan nőtt. Elsajátították a hagyományos japán hangszerek használatát, a tradicionális táncok és énekek előadásmódját, a teaszertartás pontos kivitelezését, még a vendégeikkel való beszélgetés technikáját is. Az irodalom, a költészet terén is művészekké váltak. A gésák sminkjét, hajviseletét és öltözetét szigorú előírások szabályozzák. Más-más külső jellemzőik vannak a tanuló gésáknak, vagyis maikóknak és a tapasztalt gésáknak. Bár napjainkra számuk jelentősen lecsökkent, külsejük, viselkedésük korábban is, ma is elkápráztatja a vendégeiket.

## Elnevezések
A gésa szónak, mint minden japán főnévnek, nincs megkülönböztetett egyes- vagy többesszáma. A szó két kandzsiból áll, 芸 (gei), ami művészetet jelent, és 者 (sa), aminek a jelentése „személy” vagy „valamit csináló”. Szó szerint nagyjából művészt, előadóművészt jelent. Másik, Japánban használatos elnevezése a geiko, amit jellemzően Japán nyugati részének – Kiotót is beleértve – gésáira használnak.
A tanuló gésák elnevezése maikó, szó szerinti fordításban „táncoló gyermek”, vagy hangjoku, ami „fél ékszernek” fordítható (ez arra utal, hogy fele annyit keresnek, mint a gyakorlott gésák). Még egy általános elnevezésük az osaku, lefordítva „az, aki tölt (alkoholt)”. A maikók fehér sminkje és gondosan kidolgozott kimonója, hajviselete az, melyet a külső szemlélők a gésáknak tulajdonítanak. Annak a nőnek, aki belép a gésa-közösségbe, nem kell maikóként kezdenie, gésaként is indíthatja karrierjét. Máskülönben általában egyéves képzés szükséges, mielőtt akár maikóként, akár gésaként bemutatkozhat. Huszonegy éves kor fölött egy nő már túl idős ahhoz, hogy maiko legyen, ezért a közösségbe való belépéssel egy időben gésává válik. Azonban azok, akik végigmennek a maikók tanulási folyamatán, nagyobb tekintélyt kapnak a későbbiekben.
A gésák tanulási folyamatuk legkorábbi szakaszát akár már 3–5 évesen kezdik. Tokió gésái jellemzően 18 évesen kezdik pályafutásukat hangjokuként, tehát általában a tokiói hangjokuk idősebbek, mint társaik Japán más területein.

## Történet
A gésák eredete nem annyira régi keletű, mint azt a legtöbb ember gondolná. Habár a Heian-korban (794–1185), már a gésák megjelenése előtt voltak olyan nők, akik művészként dolgoztak, gésaként csak később kezdték őket nevezni. 1589-ben Tojotomi Hidejosi elrendelte, hogy Kiotó környékén egy negyedet – melyet fallal vettek körül – kifejezetten a gyönyörök számára különítsenek el. Ez volt Simabara. A negyed fő tevékenysége a művészetek élvezete, az italozás és a luxusszínvonalú prostitúció volt. A kurtizánok (oiran) drága prostituáltak voltak és vonzották a gazdag vendégeket. Több művész is dolgozott a negyedben, akik zenével, tánccal, költészettel szórakoztatták a vendégeket. Hosszú időn át ezek a művészek férfiak voltak, őket nevezték először gésának.
Mint a japán kultúra legtöbb eleme, a kurtizánok világa is meglehetősen bonyolult volt. Minden férfinak, aki együtt kívánt lenni egy oirannal, nehéz rituálékat, szokásokat kellett betartania, és csak a nagyon gazdag és nemes férfiak tehették ezt meg. Emiatt több teaház (ocsaja) jött létre Simabarán kívül is, néhányukban olcsóbb prostitúciót kínáltak. Azonban néhány nő a táncot és a zenét tökélyre fejlesztette, ők lettek az odorikók („táncoló lányok”). Hamar nagy népszerűségre tettek szert, majd felvették a gésa elnevezést. 1700 körül a női gésák már sokkal népszerűbbek voltak, mint a férfiak, néhány évvel később pedig majdnem minden gésa nő volt.
Az állam törvényeket hozott, miszerint a gésák számára tiltott a prostitúció, csak a szórakoztatásra kaptak engedélyt. Ezen törvények egyike kimondta, hogy övüket (obi) kimonójuk hátulján kell megkötniük, ami megnehezítette annak levételét. Hajviseletüket, sminkjüket, ruházatukat szintén egyszerűbben kellett kialakítaniuk, mint az oiranoké volt, mert a gésáknak a szépségüket kellett megjeleníteniük a művészetükben, nem pedig a testüket. A rendelet nagy vitákat eredményezett. Néhány hivatalos személy úgy vélte, a prostituáltaknak és gésáknak csak a munkamódszere eltérő, ám ugyanazért a célért, a fizetett szexért dolgoznak, és hogy minden prostituáltat a továbbiakban gésának kellene nevezni. Végül a kormány úgy határozott, határt von a két csoport közé, mondván, a gésák jóval kifinomultabbak, és nem kellene őket a „prostituált” kifejezéssel bemocskolni. A gésák hamarosan az oiranok népszerűségét is felülmúlták, így 1750-re az oiranok el is tűntek. Ezután újabb gésanegyedek, azaz hanamacsik jöttek létre Kiotóban és más városokban.
A 19. századra a gésák valamivel jobb társadalmi pozícióba kerültek, mint a nők általában, de problémáik is akadtak a japán társadalomban. Előfordult, hogy szegény családok eladták lányaikat egy-egy hanamacsi teaházának. Voltak gazdag férfiak (danna), akik sok pénzt fizetettek azért, hogy személyes figyelmet kapjanak egy gésától. A gésák nem mehettek férjhez, így lehetett dannájuk, aki költségeiket fedezte. Más férfiak arra áldoztak hatalmas összegeket, hogy egy-egy új gésalány szüzességét elvehessék (mizuage).
A Meidzsi-restauráció idején a gésák tisztelete és hírneve új erőre kapott, a második világháború után pedig még inkább. Komoly törvényeket alkottak meg védelmükre. Többé nem lehetett fiatal lányokat eladni a teaházaknak, és a fiatal gésák szüzességét sem lehetett megvenni. Azóta a nők saját szabad akaratukból választhatják a gésák életét.
A görög kultúrában hasonló szerepük volt a hetéráknak, akik művelt társként és prostituáltként töltöttek be szerepet az ősi görög társadalomban. A hetérák független, és gyakran befolyásos nők voltak, akikkel szemben követelmény volt az egyedi, jellegzetes öltözet és az adófizetés is. Szintén a gésákhoz, vagy még inkább az oiranokhoz hasonló tanult szórakoztató hölgyek és egyben prostituáltak voltak a korai babiloni nadituk, valamint a koreai kiszengek (más néven kinjo).

## Tanulási szintek

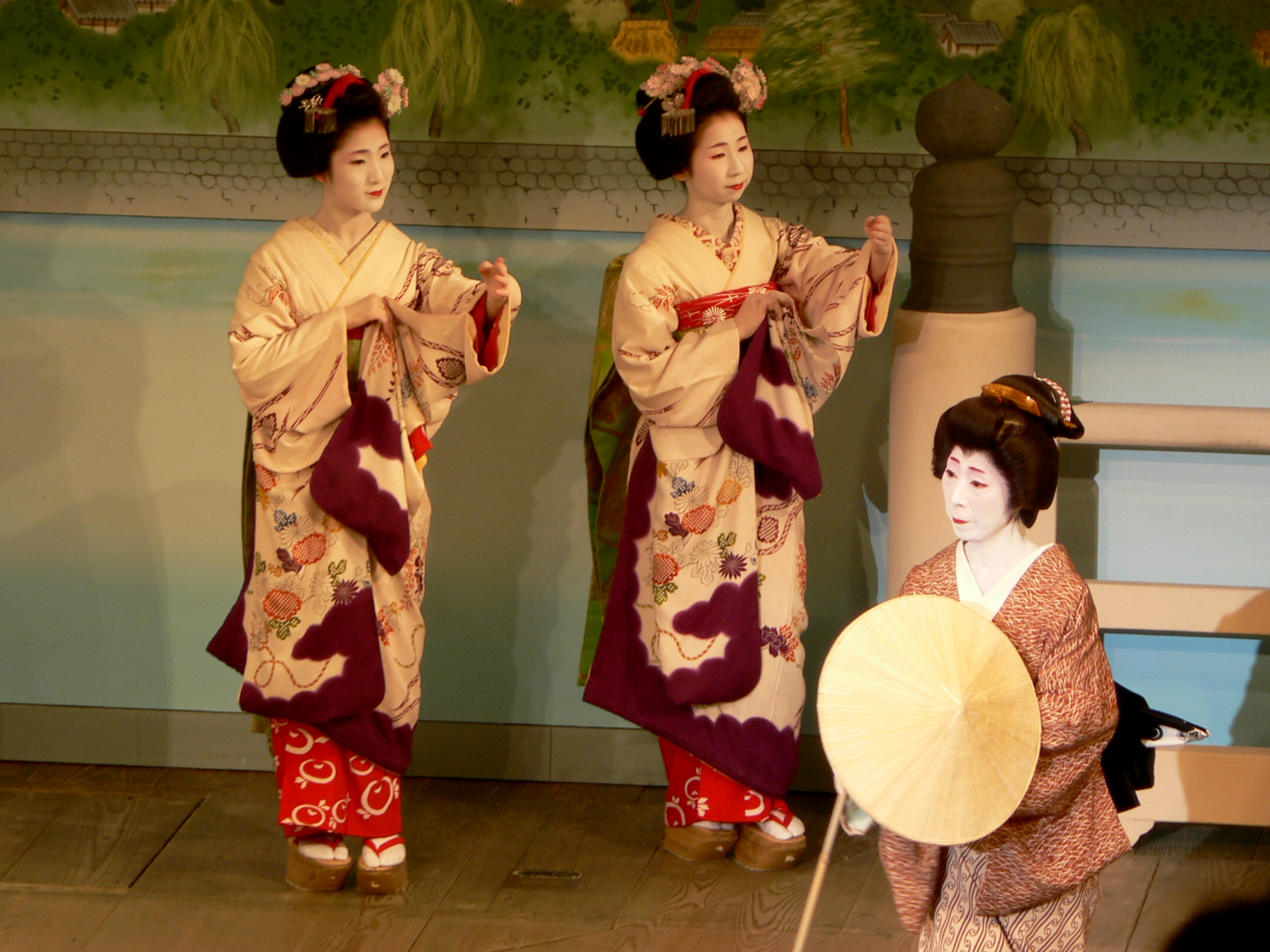
Két maiko és egy gésa előadás közben

A hagyományok szerint egy gésa képzése már nagyon fiatal korban megkezdődik. Bár a lányok egy részét már gyermekkorban valamelyik gésaházhoz, azaz okijához adják, nem ez az általános gyakorlat a jó hírű negyedekben. A gésák lányai maguk is gyakran gésaként nevelkednek, általában az okija örököseként (atotori, jelentése „örököstárs”) vagy csak a gésa lányaként (muszume-bun).
Egy maiko képzését sikomiként kezdi, ekkor szolgálóként dolgozik az okijában. A következő lépcső egy táncvizsgát követően a minaraiként töltött időszak. Mielőtt ez megkezdődik, találnia kell egy onészant, vagyis „nővért” (egy idősebb gésa, aki mentorálja). Az onészan felelőssége, hogy elvigye őt az ozasikibe, ahol ül és megfigyeli mentorát munkája közben, így nyerhet betekintést jövendő munkájába és találhatja meg lehetséges vendégeit. Bár egy minarai is eljár az ozasikibe, nem vesz részt azon aktívan, mint a gyakorlott gésa. Kimonójuk, mely jobban kidolgozott, mint a maikóké, azt a célt szolgálja, hogy beszélgessenek róla. Egy minarait meg lehet hívni bankettekre, azonban jellemzően nem hívják meg őket olyan helyekre, ahova onészanjuk jár. Díjuk az általános díj harmada. Egy minarai általában egy meghatározott teaházban dolgozik, ahol az okászantól tanul (szó szerinti fordításban „anya”, a ház tulajdonosa). Ott megfigyelhetik, eltanulhatják a beszélgetés és játékok technikáját, melyeket az iskolában nem tanítanak. Ez a tanulási szint nagyjából egy hónapig tart. A kezdeti sikomiként és minaraiként töltött tanulási szakasz korábban éveken át tartott, jelentősen hosszabb ideig, mint napjainkban.
Rövid képzési idő után a tanítványok a maiko elnevezést kapják. A maikók („táncoló lány”) a tanuló gésák, ez a tanulási szint éveken át tarthat. Egy maiko idősebb gésa mentorától tanul, és követi azt minden programjára. Az onészannal és az imouto-szannal („idősebb nővér/fiatalabb nővér”) való kapcsolat nagyon fontos. Mivel az onészan tanítja meg maikóját mindenre a hanamacsi („virágvárosok”) életéről, tanítása létfontosságú. Megtanítja őt, mi a tea felszolgálásának megfelelő menete; megtanítja, hogyan kell samiszenen játszani, táncolni, általános témákról beszélgetni és hasonlók. Az onészan segít abban is, hogy mi lesz egy maiko új gésaneve, mely eredeti nevéhez kapcsolódik.
Amikor egy lány eléri a 20–22 éves kort, előléptetik érett gésává az erikae nevű ceremónia keretében, ekkor kifordítják kimonója gallérját. Ez 2–5 maikóként vagy hangjokuként eltöltött év után történhet, attól függően, hány éves korában mutatkozott be. Ettől kezdve teljes díjat kap idejéért, és visszavonulásáig gésa marad.

## Modern gésák

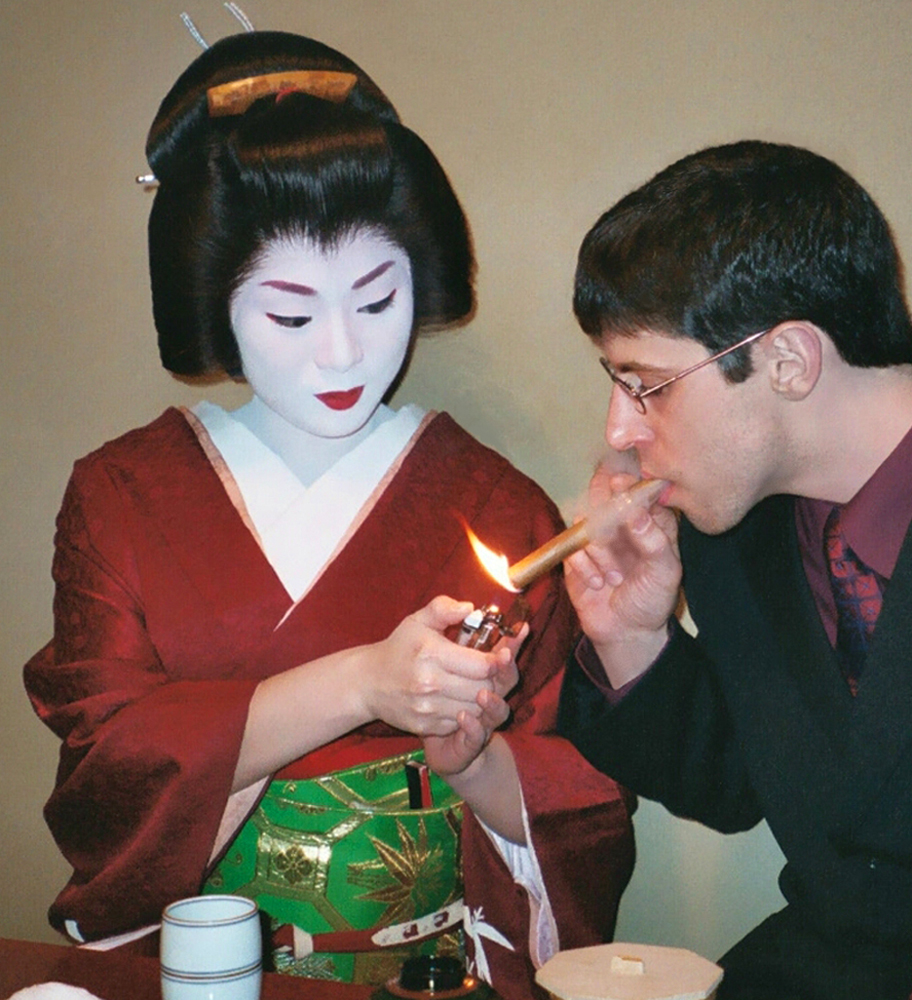
Egy gioni gésa vendégével

A modern gésák még napjainkban is a tradicionális gésaházakban, az okijákban élnek, főként a tanulóidejük alatt. A tapasztalt gésák elég sikeresek lehetnek, hogy a független életet választhassák. Az elegáns, magas szintű kultúrával rendelkező világot, melynek részei a gésák, karjúkainak nevezik („a virág és fűzfa világ”).
Azok a fiatal nők, akik gésák szeretnének lenni, gyakran a középiskola vagy főiskola elvégzése után kezdik el tanulóéveiket, sokan pedig még később, felnőttkorban. A gésák ma is megtanulnak az olyan hagyományos hangszereken játszani, mint a samiszen, a sakuhacsi (bambuszfuvola), a dobok, illetve megtanulják a tradicionális énekeket, táncokat előadni, valamint a teaszertartást, irodalmat, költészetet.
A gésák megfigyelésével, illetve a gésaház tulajdonosának szolgálatával a tanulók képzetté válnak a vendégekkel való bánásmód és a hagyományok terén, beleértve kimonójuk kiválasztását és viselését. A kimonó egy földig érő selyemköntös, melyre bonyolult mintázatot hímeztek és melyet övvel együtt viselnek.
Kiotó az a hely, ahol a gésák hagyománya a legerősebb napjainkban is, főként Gion Kóbuban. Ennek a negyednek a gésáit geikónak nevezik. Tokió hasonlóképp ismert gésanegyedei Simbasi, Aszakusza és Kagurazaka.
A modern Japánban gésákat és maikókat ritkán láthatunk a hanamacsin kívül. Az 1920-as években több mint 80 000 gésa élt Japánban, ma már sokkal kevesebben vannak. A pontos számuk ismeretlen a kívülállók előtt, de 1000–2000 közé tehető, főként Atami város központjában. Ott általános dolog az is, hogy a turisták fizetnek azért, hogy felöltözhessenek maikóként. Lomha gazdaság, csökkenő érdeklődés a tradicionális művészetek iránt, a „virág és fűzfa” zártkörű világa és egy gésa szolgálatainak magas ára mind hozzájárul eme tradíciók hanyatlásához.
Gésákat gyakran hívnak meg bankettekre, összejövetelekre, jellemzően ocsajákba, vagyis teaházakba, illetve tradicionális japán éttermekbe (rjótei). Idejüket úgy mérik, amíg egy füstölő leég, ezt szenkódainak nevezik („füstölődíj”) vagy gjokudainak („ékszerdíj”). Kiotóban az ohana vagy hanadai kifejezéseket használják, jelentésük „virágdíj”. A vendégek a gésaegyesület irodájában (kenban) kötik meg az egyezséget, ahol minden gésa napirendjét, programjait nyilvántartják, és így megjelölhetik az időpontokat a szórakoztatásra és a tanulásra is.
2007-ben mutatkozott be az első külföldi származású gésa, Szajuki, Tokió Aszakusza negyedében. Szajuki, eredeti nevén Fiona Graham, ausztrál származású antropológus, Melbourne-ben született, antropológiai témájú dokumentumfilmek producere és rendezője. Állítása szerint ő az első nyugati gésa Japánban. Jelenleg Tokió fukagawa kerületében dolgozik, három másik gésával.

## Gésák és a prostitúció
Még Japánon belül is maradtak zavaros gondolatok a gésa-szakma természetéről. Nagyon sok külföldi hiszi úgy, hogy a gésák prostituáltak. Azonban egy hivatásos gésa nem szerződik le pénzért nyújtott szexuális szolgáltatásra a vendégekkel. Céljuk a vendég szórakoztatása, és ezt tánccal, versekkel, zenei játékkal vagy könnyed beszélgetéssel teszik. A gésák programjába beletartozhat a flört és a játékos célozgatások, azonban a vendégek tudják, hogy ennél többet nem is várhatnak. Japánban a férfiakat olyan illúzióval szórakoztatják, ami sosem valósul meg.
A gésákat összetévesztik az Edo-kor magas szintű kurtizánjaival, az oiranokkal, melyekből a gésák továbbfejlődtek. A gésákhoz hasonlóan az oiranokra is a gondosan elkészített hajviselet és fehér smink volt jellemző, de ők ruhájuk elején kötötték meg az övet. Az általános hit szerint azért, mert így könnyebb volt azt levenni, bár Liza Dalby antropológus szerint csak azért, mert abban a korban ez volt a gyakorlat a férjezett nők esetében.
A gésák olyan fürdővárosokban is dolgoznak, mint Atami, őket onszen gésáknak nevezik. Az onszen gésák rossz hírnévre tettek szert a városukban dolgozó prostituáltak nagy számának köszönhetően, akik gésaként árulják magukat. Ehhez hozzájárultak azok a rosszindulatú hírek is, hogy táncszokásaik közé tartozik, hogy kimonójuk alját a tánc során egyre magasabbra és magasabbra emelik fel. Ezekkel az „egy éjszakás gésákkal” ellentétben az igazi onszen gésák valójában kiváló táncosok és zenészek. Azonban Maszuda Sajo, aki onszen gésaként dolgozott a Nagano prefektúrában, önéletrajzában beismeri, hogy a múltban nagy nyomás nehezedett rájuk, hogy fizetett szexuális szolgáltatásokba is belemenjenek.

### Magánélet és a danna
Azon gésák, akik a házasságot választják, visszavonulnak szakmájuktól. A visszavonult gésáknak bár nem tiltott, hogy életükről a külvilágnak meséljenek, íratlan szabály, hogy nem beszélnek múltjukról, titokban tartják azt haláluk napjáig.
Hagyomány volt a múltban, hogy a gésáknak volt egy pártfogójuk, a danna. A danna általában egy gazdag férfi volt – akár nős is –, aki a gésák tradíciók szerinti képzésének hatalmas költségeit állta. Ez még napjainkban is előfordul, bár nagyon ritka.
Miközben az tény, hogy egy gésa szabadon hozhat létre személyes kapcsolatot férfiakkal, akikkel munkája során találkozik, az ilyen kapcsolatot óvatosan kell megválasztani, és vélhetően nem alkalmi kapcsolat lesz. Egy hanamacsi nagyon zárt közösség, és egy gésa nem veheti könnyelműen a jó hírét.

### „Gésa lányok”
A „gésa lányok” olyan japán nők voltak, akik prostituáltként dolgoztak Japán szövetségi megszállásának idején, a második világháború után. Szinte kizárólag amerikai katonákat szolgáltak ki, akik az országban állomásoztak, ők beszéltek ezekről a nőkről tévesen „geesha lányokként”. Az elírás sok nyugati esetében általános volt.
Ezt a zavart mélyítette a tény, hogy ezek a nők is kimonóban jártak, és a gésák kinézetét imitálták. Az amerikaiak nem ismerték a japán kultúrát, így nem tudhatták a különbséget a gésák és eme jelmezes prostituáltak között. Azt mondják, hogy 1945-ben, nem sokkal érkezésük után, a megszálló katonák összegyűltek a Ginzán és együtt énekelték: „Geesha lányokat akarunk!”
Végül a „geesha lány” kifejezés általános szóhasználat maradt a japán prostituáltakra vagy az éjszakai életben dolgozó nőkre, beleértve a bárban dolgozó és az utcai prostituáltakat is.
A kutatók szerint a „geesha lányok” nagyban felelősek azért a nyugati téveszméért, hogy minden gésa prostituált.

### Mizuage
A mizuage egy ceremónia, melyen a maikók esnek át egy bizonyos kor elérése után.
Az Edo-kor idején a kurtizánok e ceremóniáját egy pártfogó támogatta, akik rendelkeztek azzal a joggal, hogy pártfogoltjuk szüzességét elvegyék. Ez a gyakorlat 1959-ben illegálissá vált.
Minden maikónak át kell esnie ezen a ceremónián, hogy teljes jogú gésává válhasson. A mizuage-pártfogó feladatának elvégzése után semmi további kapcsolatba nem kerülhetett a nővel. A mizuage ceremónia nem számított prostitúciónak a gésák részéről. A pénz, amit egy maiko kapott érte, nagyon nagy összeg volt, és a gésaként való bemutatkozás anyagi fedezeteként használták fel.

## Külső megjelenés
Egy gésa megjelenése folyamatosan változik pályája során, a kislányostól a jól megtervezett maikó-öltözetén át az idősebb, tapasztalt gésák sötétebb tónusú ruházatáig.

### Smink

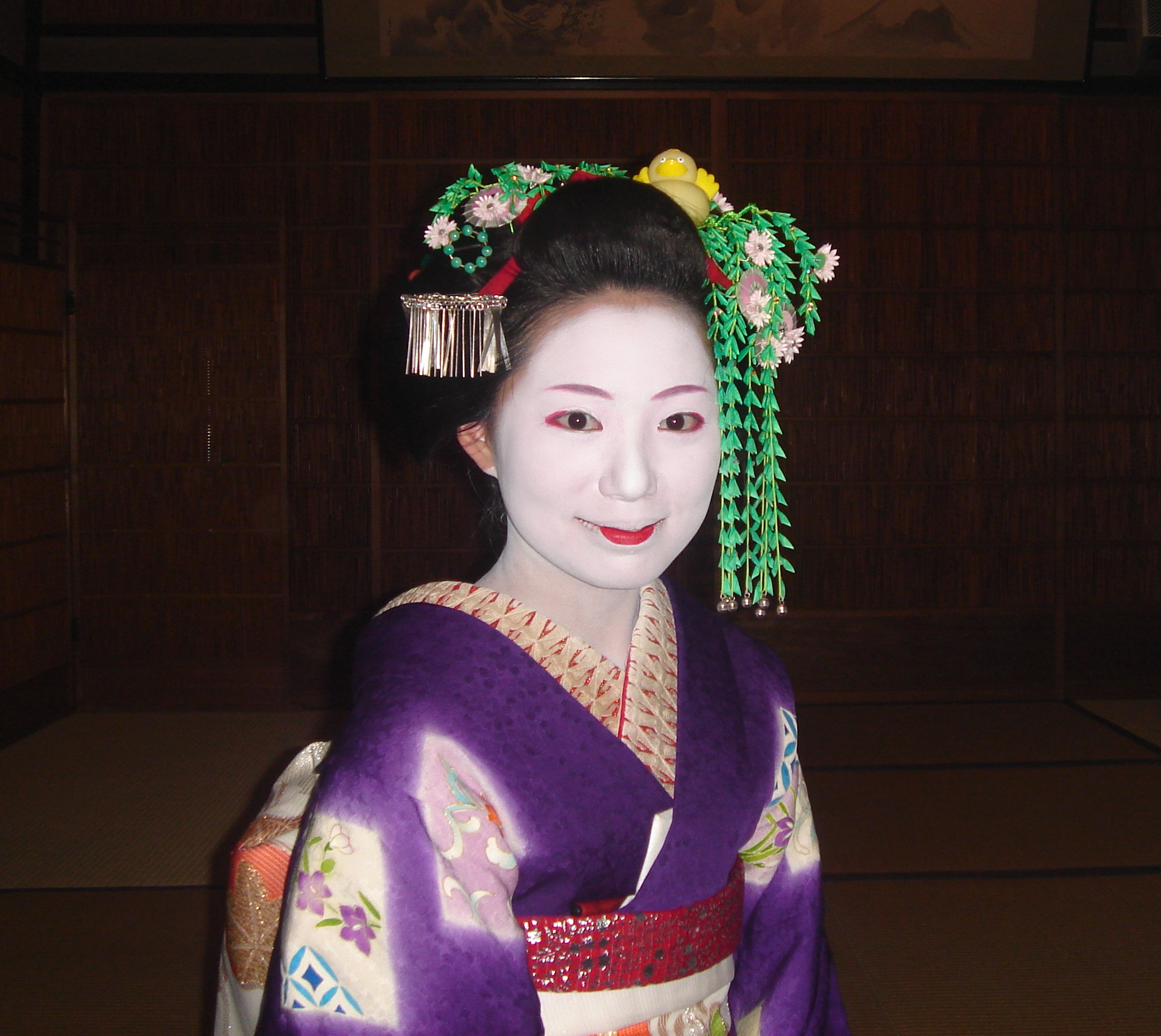
A jellegzetes fehér smink

Napjainkban egy tanuló gésának tradicionális sminkje a legjellemzőbb vonása, bár a tapasztalt gésák is viselik a maikókra jellemző teljes fehér sminket, de csak különleges előadás esetén.
A fehér smink eredete vitatott. Egyes feltevések szerint abból az időből ered, amikor japán utazók tértek vissza Európából, és „sápadt arcú” szépségekről meséltek történeteket. Mások szerint Kínából ered, és a palota hölgyei vették át a szokást. Figyelembe véve, hogy a fehér smink használata Japán történelmében a Heian-korig datálható, amikor Japánra jelentős hatással volt a kínai kultúra, ez utóbbi magyarázat valószínűbbnek tűnik.
A tanuló gésák hagyományos sminkje a vastag fehér alapsmink piros rúzzsal, valamint piros és fekete kihúzással a szemeken és szemöldökön. Eredetileg a fehér alapmaszkot ólom hozzáadásával készítették, de miután a Meidzsi-korban felfedezték annak mérgező hatását a bőrre, illetve hogy szörnyű bőr- és hátproblémák alakultak ki általa az idősebb gésáknál, rizsporra cserélték.
A smink tökéletes felvitele nehéz és időigényes folyamat. Öltözés előtt kell felvinni, hogy elkerüljék a kimonó bepiszkolását. Először viasz vagy olaj alapot visznek fel a bőrre, ennek neve bincuke-abura. Ezután vízzel kevert fehér porból krémszerű pasztát készítenek, és bambuszecsettel kenik a bőrre a nyaktól indulva fölfelé. A fehér smink befedi az arcot, nyakat és a mellkast, két-három kihagyott terület kivételével (ezek V-t vagy W-t formázó alakok). Ezek egyrészt a tarkón maradnak ki, hogy kiemeljék ezt a tradicionálisan erotikus részt, másrészt a hajvonal mellett egy vonalban, hogy egy maszk illúzióját keltsék.
Miután az alapozóréteg felkerült, egy szivaccsal simítják végig az arcot, torkot, mellkast, tarkót és nyakat, hogy a fölösleges anyagot eltávolítsák, és elkeverjék az alapot. Ezután következik a szem és szemöldök berajzolása. A hagyományok szerint korábban faszenet használtak erre, napjainkban már modern kozmetikai szerek állnak rendelkezésre. A szemöldökre és a szemek köré fekete smink kerül vékony faszénnel, a maikók piros színt is tehetnek szemeik köré.
Az ajkakat kis ecsettel festik ki. A színezőanyag kis pálca formájában van, melyet vízben oldanak fel, majd kristálycukrot adnak hozzá, hogy az ajkak csillogjanak. Ritkán festi ki egy gésa mindkét ajkát teljesen, ahogyan nyugaton szokás, mivel a fehér szín optikailag más hatást kelt, míg a teljes színezés túl nagynak mutatja a szájat. Az alsó ajkat ezért csak részben festik be, a felső ajak a maiko első évében fehér marad, később azt is színezik. Az újonnan beavatott gésák csak a felső ajkat festik be teljesen. A legtöbb gésa csak a felső ajkát színezi teljesen, az alsón pedig csak egy hajlított sávot, ami nem követi az ajak vonalát. A gésák az alsó ajak körberajzolásával egy virág bimbó illúzióját keltik.
Azok a maikók, akik tanulásuk utolsó szintjén állnak, egy rövid időre fogukat feketére festik. Ez a gyakorlat általános volt Japánban a férjes asszonyok között, illetve korábban a császári palotában, de csak néhány negyedben és családban maradt meg a szokás. Míg a nyugatiak számára ez kellemetlen látványnak tűnhet, ez is részben a megfelelő optikai hatást szolgálja: a fehér smink mellett a fogak sárgának tűnnek, így feketére festésükkel a fogak mintha eltűnnének a nyitott szájban. Ez a hatás persze csak bizonyos távolságból érhető el.
Egy maikó az első három évben szinte állandóan ezt a sminket viseli. Eleinte sminkjében segédkezik az onészan, vagy az okászan, később már magának készíti. A három év eltelte után sminkjét jóval egyszerűbbre változtatja. Ennek oka, hogy ekkorra már éretté válik, és az egyszerűbb stílus jobban megmutatja természetes szépségét. Hivatalos alkalmakra az érett gésák is a fehér sminket használják, harmincéves kor fölött pedig már csak különleges táncok előadásakor.

### Ruházat
A gésák mindig kimonót viselnek. A tanuló gésák kimonója színpompás, hasonlóan túlzó övvel (obi). Az obi mindig világosabb, élénkebb színű, mint a kimonó, hogy egyfajta egzotikus egyensúlyt adjon a ruházatnak. A maikók az övet darari („lógó öv”) stílusban kötik meg. Az idősebb gésák öltözetén visszafogottabb mintázat van, obijuk egyszerűbb csomóval megkötött (taiko-muszubi). Egy sikeres okija jellemzője, hogy gésája egy kimonót csak egyetlen alkalommal vesz fel, ezzel mutatva, hogy a gazdag okija raktárszám rendelkezik kimonókkal.
Egy maiko kimonója esetében a nehéz lógó öv mellett a kimonó ujja (furi) mélyen lelóg. Egy táncelőadás során a tanoncnak több alkalommal is karjai köré kell tekernie a kimonó ujjait, nehogy elbotoljon bennük.
A kimonó színe, a mintázata és stílusa az évszakokhoz és eseményekhez kapcsolódóan is változik. Télen a gésák háromnegyedes hosszúságú, kézzel festett selyemmel bélelt haorit (kabátkát) viselnek kimonóik fölött. A bélelt kimonót hidegebb évszakok idején, a bélés nélkülit nyáron viselik. Egy kimonó elkészítése 2–3 évig tart, a festéstől és hímzéstől függően.
A geikók piros vagy rózsaszín nagadzsubant (alsókimonó) hordanak. A maikóké piros, fehér nyomott mintákkal. A fiatal maikók gallérja túlnyomórészt piros; fehér, ezüst vagy arany hímzéssel. Két-három évnyi képzés után a piros gallérra fehér hímzés kerül, hogy ezzel tapasztalatát jelezzék. Húszéves kor környékén a gallér fehérre változik.
A gésák az utcán lábukon lapos talpú szandált viselnek, ez a zóri, bent pedig tabit. Zordabb időjárás esetén magasított facipőt, a getát hordják. A maikók speciális facipője az okobo.

### Hajviselet

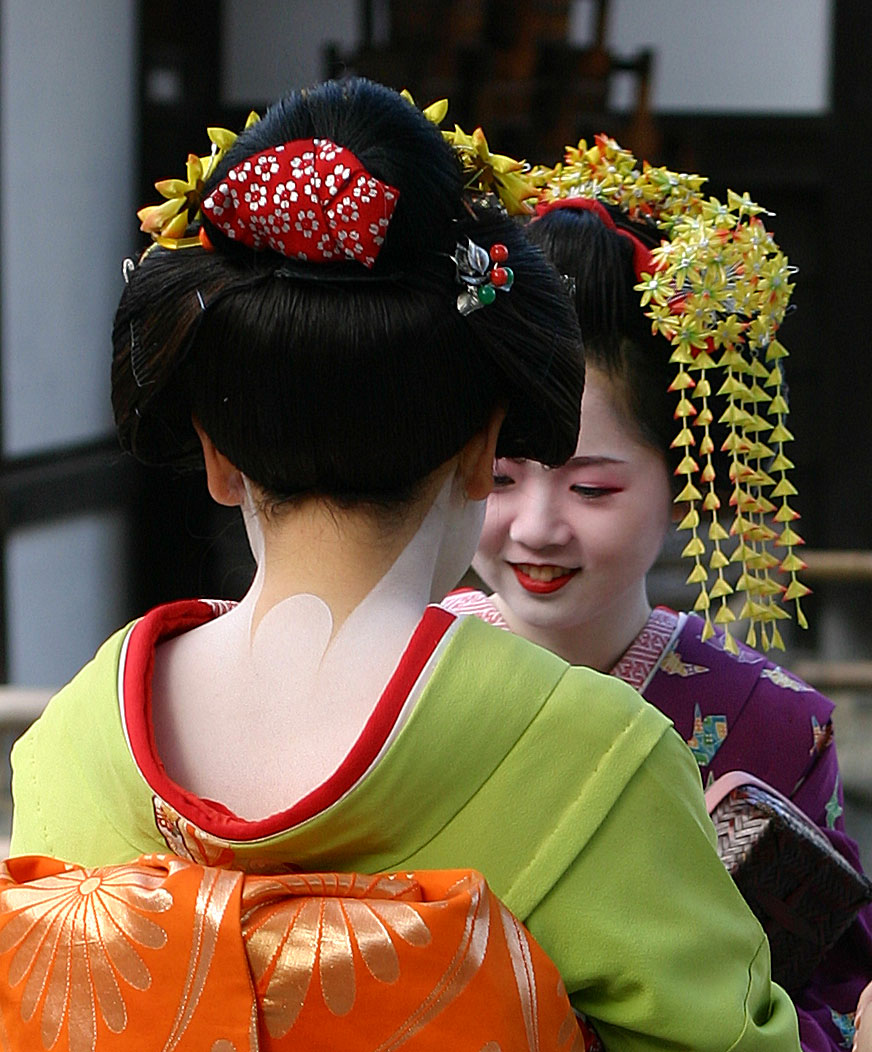
Maikó hajviselet
(a nyakon megfigyelhető a sminkelésből szándékosan kihagyott W alakú rész)

A gésák hajviselete sokat változott a történelem során. A múltban általános szokás szerint a nők leengedve viselték hajukat, míg később felrakva. A 17. században a feltűzött haj volt a jellemző, ebben az időben alakult ki a simada stílus (simada mage), ami egyfajta tradicionális konty volt, melyet a tapasztalt gésák viseltek.
A simadának négy fő típusa van:
1. a taka simada (たか島田), ez magas konty, melyet a fiatal hajadon lányok viselnek;
2. a cubusi simada (つぶし島田), egy jóval laposabb konty az idősebb nőknek;
3. az uivata (ういわた), mely általában egy kis színes pamut szalaggal felkötött konty;
4. végül a momovare (ももわれ, ’kettévágott barack’), mely nevéhez hűen egy kettévágott barackra emlékeztet, ezt csak a maikók használják.

További hajstílusok: ofuku, kacujama, jakko simada és a szakko. A Mijagavacsó gésanegyed és a Pontocsó gésanegyed maikói további hat hajstílust használtak még, mint például az umemodoki, az osidori no hina, a kikugaszane vagy az oszafune.
Az egyes hajviseleteket gondosan kidolgozott fésűk és hajtűk díszítik (kanzasi). A 17. században és a Meidzsi-restauráció időszaka után ezek a fésűk nagyok és feltűnőek voltak, általában a felsőbb osztálybeli nőknek még túldíszítettebbek. Később ez megváltozott, a kisebb és kevésbé látható hajfésűk lettek népszerűbbek.
A gésáknak képzésük része, hogy egy kis támasztékkal (makura) a nyakuk alatt kell aludniuk párnák helyett, így tökéletes maradhat a hajuk. A szokás betartása miatt mentoruk rizst szór a támaszték környékére. Így ha a gésa feje alvás közben legurulna róla, a rizs beleragadna a hajában lévő rögzítőanyagokba. Ezután a gésának újra át kell esnie azon a fárasztó procedúrán, amíg haját újra gondosan beállítják. Ha ez nem így működne, egy gésa haját minden héten vagy még gyakrabban kéne újraalkotni.
A modern gésák nagy számban használnak parókát munkájuk során, míg a maikók természetes hajukat viselik. Egy maikónak képzése előtt hosszúra kell növesztenie haját, hogy dolgozni lehessen vele. Azonban mindkét esetben magasan képzett mester szükséges annak karbantartásához. A tradicionális fodrászat mára már lassan kihaló művészet. Egy idő után ez a fajta hajszobrászat kopaszodást idézhet elő a fejtetőn.

## Gésák a művészetekben

Jelenet Az érzékek birodalma (1976) című filmből

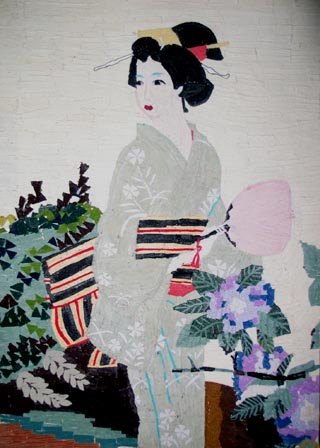
Kitagawa Utamaro 1753-1806
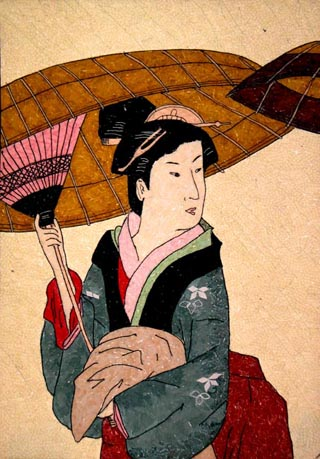
Kitagawa Utamaro 1753-1806
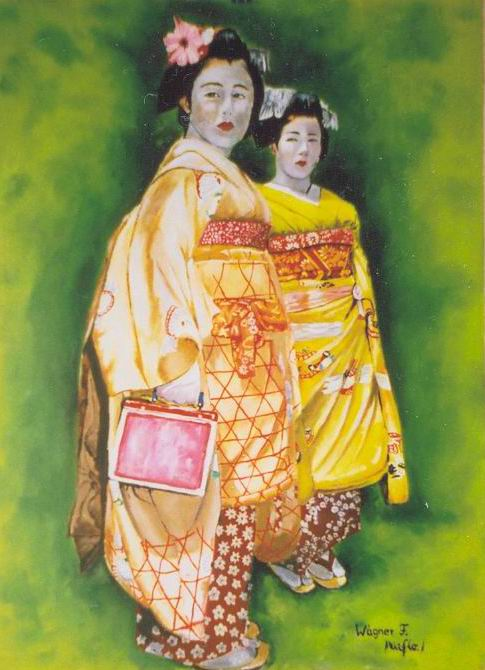
Wágner Flórián

A gésák a művészetek számos területén megjelennek. Sok könyv jelent meg nyomtatásban a gésák életéről, világáról, például Eleanor Underwood The Life of a Geisha című könyve. Magyar nyelven is található több olyan ismeretterjesztő mű a témában, mint Liza Dalby antropológus Geisha című könyve, vagy Kyoko Aihara Gésák: élő hagyomány című munkája. A gésák témáját a szórakoztató irodalom is felhasználja. Nagy sikerű könyv Arthur Golden Egy gésa emlékiratai című könyve, mely 1999-ben jelent meg Magyarországon, és melyből a többszörös – többek között Golden Globe- és Oscar- – díjnyertes film is készült. A regény attól is különlegesnek számít a maga nemében, hogy íróját egy valódi gésa, Ivaszaki Mineko avatta be a titkokba – ez pedig tiltott dolog a gésák világában. A mozifilm fogadtatása meglehetősen vegyes volt. Sokan úgy vélték, hogy a film prostituáltakkal azonosítja a gésákat, ennek ellenére több díjat is nyert, főképp a látvány és az operatőri munka miatt. Magyarországon bemutatták még Az érzékek birodalma (1976) című japán–francia erotikus filmdrámát is, mely szintén nagy port kavart fel a világban; több országban be sem mutatták, a rendező Ósima Nagiszát Japánban perbe fogták és a női főszereplő, Macuda Eiko is heves támadásoknak volt kitéve. Számos festőnek volt kedvelt témája a gésák világa. Eisószai Csóki és Kitagava Utamaro japán művészeket (mindketten az ukiyo-e stílus /fadúcos nyomtatás/ neves képviselői voltak) vagy George Cinnery brit festőt is megihlette a titokzatos hangulat. Utamaro több sorozatot készített, melyekben a különböző társadalmi osztályokhoz tartozó női szépségekkel foglalkozik.
További könyvek:
- Angol nyelven
  - Perkins, Percival Densmore. Geisha of Pontocho (angol nyelven). Tokió: Tokyo New Service (1954)
  - Cobb, Jodi. Geisha: The life, the voices, the art (angol nyelven). A. A. Knopf (1995). ISBN 0679437746
  - S. Rich, Jamie. Madame Sadayakko: The Geisha Who Bewitched the West (angol nyelven). Gotham (2004). ISBN 9781592400508
  - Watson, Andi. Geisha (angol nyelven). Oni Press (1999). ISBN 9780966712728
- Magyar nyelven
  - Golden, Arthur. Egy gésa emlékiratai, ford. Nagy Imre (magyar nyelven), Budapest: Trivium Kiadó (1999). ISBN 963-7570-63-2
  - Nakamura, Kiharu. Kiharu, a gésa : egy ismeretlen világ rejtelmei, ford. Nagy Imre (magyar nyelven), Budapest: Trivium Kiadó (2001). ISBN 963-9367-03-6
  - Richter, Ursula. A gésa mosolya : titkok a fehér maszk mögött, ford. Nagy Imre (magyar nyelven), Budapest: Trivium Kiadó (2006). ISBN 963-9367-92-3
  - Szabó, Szilárd. A gésa útja : trilógia elő- és utóhanggal (magyar nyelven). Budapest: Révai Digitális Kiadó (2006). ISBN 963-9660-26-4
  - Gallagher, John. Gésák : a hagyományok, az elegancia és a művészet világa, ford. Antóni Csaba (magyar nyelven), Budapest: Kossuth (2005). ISBN 963-09-4651-3
  - Iwasaki, Mineko. A gésák gésája, ford. Nagy Imre (magyar nyelven), Budapest: Trivium Kiadó (2003). ISBN 963-9367-38-9

További filmek:
- Sisters of the Gion (1936)
- Geisha Girl (1952)
- O'Haru élete (西鶴一代女Saikaku Ichidai Onna) (1952)
- A Geisha (祇園囃子, Gion bayashi) (1953)
- The Teahouse of the August Moon (1956)
- The Barbarian and the Geisha (1958)
- The Geisha Boy (1958)
- Late Chrysanthemums (Bangiku) (1958)
- Az én kis gésám (1962)
- The Wolves (1971)
- The World of Geisha (1973)
- Yokiro (The Geisha) (1983)
- American Geisha (1986)
- Ihara Saikaku Koshoku Ichidai Otoko (1991)

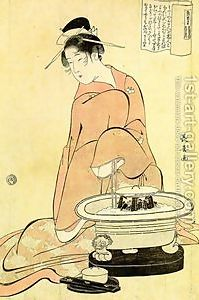
Eishōsai Chōki 1794
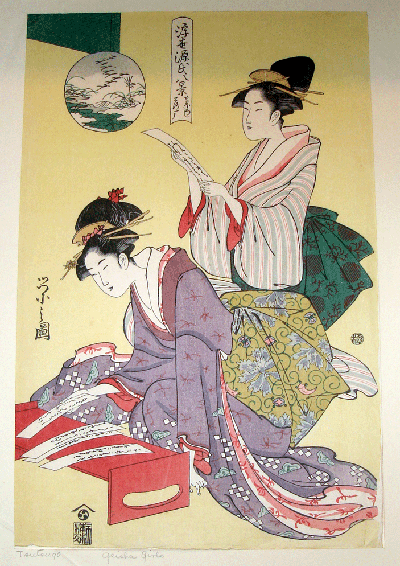
Eishi Hosoda 1756-1829

- The Geisha House (1999)
- Figyel a tenger (2002)
- A szamuráj (2003)
- Fighter in the Wind (2004)
- Wakeful Nights (2005)
- Egy gésa emlékiratai (2005)
- DOA: Élve vagy halva (2006)
- Maiko Haaaan!!! (2007)

Festészet
- Eishōsai Chōki
1794
- Eishi Hosoda
1756-1829

- Kitagawa Utamaro
1753-1806
- Kitagawa Utamaro
1753-1806
- Wágner Flórián

### Fordítás
- Ez a szócikk részben vagy egészben  a   Geisha című angol Wikipédia-szócikk fordításán alapul.  Az eredeti cikk szerkesztőit annak laptörténete sorolja fel. Ez a jelzés csupán a megfogalmazás eredetét és a szerzői jogokat jelzi, nem szolgál a cikkben szereplő információk forrásmegjelöléseként.